# Cloniocerus bohemanni
Cloniocerus bohemanni är en skalbaggsart som beskrevs av White 1855. Cloniocerus bohemanni ingår i släktet Cloniocerus och familjen långhorningar. Inga underarter finns listade i Catalogue of Life.